# Scheele-Preis
Der Scheele-Preis (schwedisch Scheelepriset) wird seit 1961 von der schwedischen pharmazeutischen Gesellschaft für Leistungen in Pharmazie vergeben. Er ist mit 200.000 schwedischen Kronen dotiert und nach Carl Wilhelm Scheele benannt. Anfangs wurde er jährlich vergeben, später alle zwei Jahre.
Er sollte nicht mit der ab 1930 vergebenen Scheele-Medaille der Chemischen Gesellschaft in Stockholm verwechselt werden (Preisträger war unter anderem Ida Noddack 1934) und auch nicht mit dem Carl-Wilhelm-Scheele-Preis der Deutschen Pharmazeutischen Gesellschaft, der bis zu zweimal im Jahr für herausragende Dissertationen vergeben wird.

## Preisträger
- 1961 – Frank L. Rose
- 1962 – Frank P. Doyle
- 1963 – Robert Schwyzer
- 1964 – Lewis H. Sarett
- 1965 – Paul Janssen
- 1966 – keine Preisvergabe
- 1967 – Bernard B. Brodie
- 1968 – Arnold H. Beckett
- 1969 – Takeru Higuchi
- 1970 – Norman J. Harper
- 1971 – Albert Hofmann
- 1972 – Carl Djerassi
- 1973 – Harold N. MacFarland
- 1974 – E. J.  Ariens
- 1975 – Edward P. Abraham
- 1976 – Evan C. Horning
- 1977 – Hans W. Kosterlitz
- 1978 – Sidney Riegelman
- 1979 – Peter Speiser
- 1980 – Harri R. Nevanlinna
- 1981 – George K. Aghajanian
- 1982 – Charles Weissmann
- 1983 – James W. Black
- 1984 – Malcolm Rowland
- 1985 – Stanley S. Davis
- 1986 – Luc Montagnier
- 1987 – Roland W. Frei
- 1988 – David V. Goeddel
- 1989 – Dennis V. Parke
- 1990 – Gerhard Levy
- 1991 – K. Barry Sharpless
- 1992 – Koji Nakanishi
- 1993 – Alexander T. Florence
- 1994 – Greg Winter
- 1995 – Patrick J. Hendra
- 1996 – Gordon L. Amidon
- 1997 – Julian E. Davies
- 1998 – Albert I. Wertheimer
- 1999 – John W. Daly
- 2000 – Douwe D. Breimer
- 2001 – Andrew H. Wyllie
- 2003 – Jonathan A. Ellman
- 2005 – Jan van der Greef
- 2007 – Mathias Uhlén
- 2009 – Dennis J. Slamon
- 2011 – Kathleen Giacomini
- 2013 – Garret A. FitzGerald
- 2015 – Robert S. Langer
- 2017 – Charles L. Sawyers
- 2019 – Emmanuelle Charpentier
- 2021 – Craig Crews
- 2023 – Peter G. Schultz
- 2025 – Pieter Cullis[2]